# Alcippe nipalensis
Alcippe nipalensis е вид птица от семейство Pellorneidae. Видът е незастрашен от изчезване.

## Разпространение
Разпространен е в Бангладеш, Бутан, Китай, Индия, Мианмар и Непал.